# ダナ・エルカー
ダナ・エルカー（Ibsen Dana Elcar、1927年10月10日 - 2005年6月6日）は、アメリカ合衆国の俳優。
ミシガン州ファーンデール出身。ミシガン大学卒業。1948年に海軍に入隊。1950年代始めに除隊後、俳優となる。
主にテレビドラマに脇役として多くの作品に出演、特に主人公の上司役を演じることが多く、『冒険野郎マクガイバー』に主人公マクガイバーを支援するフェニックス財団運営本部長のピーター・ソーントン役で出演したことで知られるが、出演中に緑内障を患い視力を失い始めたため、プロデューサーと相談し、ソーントンも同様に視力を失う設定にしてもらったという。
2005年6月6日、肺炎のため死去。77歳。

## 主な出演作品

### 映画
- 未知への飛行 Fail-Safe (1964)
- ボディガード A Lovely Way to Die (1968)
- 絞殺魔 The Boston Strangler (1968)
- ペンダラム Pendulum (1968)
- 知恵の木 The Learning Tree (1969)
- ソルジャー・ブルー Soldier Blue (1970)
- マイケル・ダグラス/アダム Adam at Six A.M. (1970)
- 危険な国から愛をこめて Mrs. Pollifax-Spy (1971)
- ミネソタ大強盗団 The Great Northfield Minnesota Raid (1972)
- スティング The Sting (1973)
- ニューヨーク麻薬捜査線 Report to the Commissioner (1975)
- セント・アイブス St. Ives (1976)
- チャンプ The Champ (1979)
- さよならミス・ワイコフ Good Luck, Miss Wyckoff (1979)
- 0086笑いの番号 The Nude Bomb (1980)
- ラスト・フライト・オブ・ノアズ・アーク The Last Flight of Noah's Ark (1980)
- コンドルマン Condorman (1981)
- 新・おかしな二人/バディ・バディ Buddy Buddy (1981)
- 拷問(レイプ)! 美女軍団の復讐 Euer Weg führt durch die Hölle (1984)
- オール・オブ・ミー/突然半身が女に! All of Me (1984)
- 2010年 2010 (1984)

### テレビドラマ
- The Big Story (1956 - 1958)
- 裸の町 Naked City (1962 - 1963)
- 脱線パトカー54 Car 54, Where Are You? (1962 - 1963)
- The Nurses (1962 - 1965)
- The Defenders (1962 - 1965)
- Dark Shadows (1966 - 1967)
- マニックス Mannix (1968 - 1973)
- FBIアメリカ連邦警察 The F.B.I. (1968 - 1973)
- それ行けスマート Get Smart (1969)
- The Bold Ones: The Lawyers (1969 - 1971)
- 鬼警部アイアンサイド Ironside (1969 - 1972)
- ボナンザ Bonanza (1969 - 1972)
- ハワイ5-0 Hawaii Five-O (1970)
- ガンスモーク Gunsmoke (1970)
- 十字架刑事 Sarge (1971)
- ドクター・ウィルビー Marcus Welby, M.D. (1971 - 1972)
- 西部二人組 Alias Smith and Jones (1971 - 1973)
- 探偵キャノン Cannon (1972 - 1975)
- 燃えよ!カンフー Kung Fu (1973)
- 刑事コロンボ Columbo (1973)
- 刑事バレッタ Baretta (1975)
- Baa Baa Black Sheep (1976 - 1978)
- 遥かなる西部 わが町センテニアル Centennial (1979) テレビミニシリーズ
- Falcon Crest (1981 - 1982)
- ナイトライダー Knight Rider (1983)シーズン２第4話
- Dr.トラッパー Trapper John, M.D. (1983 - 1985)
- 特攻野郎Aチーム The A-Team (1984 - 1985)
- 冒険野郎マクガイバー MacGyver (1985 - 1992)
- 名探偵ポアロ/三幕の殺人 Murder in Three Acts (1986) テレビミニシリーズ
- ロー&オーダー Law & Order (1993)
- ER緊急救命室 ER (2002)